# Presidenti della Provincia di Rimini
Questo elenco riporta i presidenti della Provincia di Rimini.

## Presidenti della Provincia

### Eletti direttamente dai cittadini (1995-2014)
| Nº | Ritratto       | Ritratto       | Nome              | Mandato        | Mandato                | Partito                                     | Coalizione | Coalizione                | Elezione |
| Nº | Ritratto       | Ritratto       | Nome              | Inizio         | Fine                   | Partito                                     | Coalizione | Coalizione                | Elezione |
| -- | -------------- | -------------- | ----------------- | -------------- | ---------------------- | ------------------------------------------- | ---------- | ------------------------- | -------- |
| 1  |                |                | Ermanno Vichi     | 24 aprile 1995 | 14 giugno 1999         | Partito Popolare Italiano                   |            | L'Ulivo (PDS-PPI-PdD-FdV) | 1995     |
| 2  |                |                | Ferdinando Fabbri | 14 giugno 1999 | 15 giugno 2004         | Democratici di Sinistra Partito Democratico |            | L'Ulivo (DS-Dem-PPI)      | 1999     |
| 2  | 15 giugno 2004 | 23 giugno 2009 | Ferdinando Fabbri |                | DS-DL-PRC-IdV-FdV-PdCI | Democratici di Sinistra Partito Democratico | 2004       |                           |          |
| 3  |                |                | Stefano Vitali    | 23 giugno 2009 | 13 ottobre 2014        | Partito Democratico                         |            | PD-IdV                    | 2009     |

### Eletti dai sindaci e consiglieri della provincia (dal 2014)
| Nº | Nº | Ritratto | Nome               | Mandato          | Mandato          | Partito             | Elezione |
| Nº | Nº | Ritratto | Nome               | Inizio           | Fine             | Partito             | Elezione |
| -- | -- | -------- | ------------------ | ---------------- | ---------------- | ------------------- | -------- |
| 4  |    |          | Andrea Gnassi      | 13 ottobre 2014  | 31 ottobre 2018  | Partito Democratico | 2014     |
| 5  |    |          | Riziero Santi      | 31 ottobre 2018  | 25 novembre 2022 | Partito Democratico | 2018     |
| 6  |    |          | Jamil Sadegholvaad | 25 novembre 2022 | in carica        | Partito Democratico | 2022     |